# 부엉이박물관
부엉이박물관은 대한민국 서울특별시 종로구 삼청동에 자리한 박물관이다. 삼청동 감사원 언덕에서 도로를 따라 계속 내려 오면 박물관에 닿을 수 있다.
부엉이 박물관은 부엉이를 주제로 한 전 세계의 공예품, 회화 작품, 우표, 생활용품, 액세서리 등 4,000여 점이 넘는 작품을 전시하고 있다. 상투메프린시페의 부엉이 우표, 홍콩의 부엉이 밥통, 핀란드의 부엉이 조각 등 중국, 미국, 체코, 폴란드 등의 80여 개국의 많은 작품이 즐비하다.
박물관 관장님은 "부엉이 엄마"라는 별명으로 불리며 항시 방문객을 맞는다. 현재 부엉이박물관의 개관일은 목, 금, 토, 일요일이며 무료로 음료를 제공한다. 최근 종로구청의 박물관 요금 개선사업으로 부엉이박물관과 일대 박물관을 15000원에 구입하여 관람할 수 있기도 하다.

## 참고자료
- 본 문서에는 서울특별시에서 지식공유 프로젝트를 통해 퍼블릭 도메인으로 공개한 저작물을 기초로 작성된 내용이 포함되어 있습니다.